# کیرالاگاما
کیرالاگاما (به لاتین: Kiralagama) یک منطقهٔ مسکونی در سری‌لانکا است که در استان مرکزی (سری‌لانکا) واقع شده‌است.